# Sant Sebastià de Queralbs
Sant Sebastià de Queralbs és una ermita de Queralbs (Ripollès) protegida com a Bé Cultural d'Interès Local.

## Descripció
Ermita aïllada situada en un camí costerut que continua el carrer de la Font de Dalt als afores del nucli de Queralbs. Es tracta d'una petita i senzilla construcció de planta rectangular d'una nau amb coberta a doble vessant, amb el carener perpendicular a la façana principal, feta de lloses de pissarra. Els murs estan bastits de paredat comú de pedra local amb restes d'arrebossat i cantoneres de pedres de pissarra de majors dimensions i més treballades. També es troben grans blocs de pissarra emmarcant les obertures del portal d'entrada allindat i de l'espitllera d'un lateral. La porta és de fusta amb pom i claus de ferro. Al capcer hi ha dues obertures més, una quadrangular petita i una altra espitllera. Coronant la teulada, al carener, hi ha una creu de ferro. El cantó de la façana posterior està inserit en una roca.